# 자메이카무화과먹는박쥐
자메이카무화과먹는박쥐(Ariteus flavescens)는 주걱박쥐과에 속하는 박쥐의 일종이다. 자메이카무화과먹는박쥐속(Ariteus)의 유일종이다. 학명은 "노란색이 감돌고 호전적인(yellowish and warlike)"이라는 의미의 번역어이다. 알려진 아종은 없다.

## 특징
자메이카무화과먹는박쥐는 비교적 작은 박쥐로 다 자라면 전체 몸길이가 5~7cm 정도이다. 암컷 몸무게는 평균 13g으로 수컷의 11g보다 비교적 크다. 날개는 짧고 넓으며, 겉으로 식별할 수 있는 꼬리는 없다.